# Guadelupa
Guadelupa (în franceză Guadeloupe) este un arhipelag în partea estică a Caraibelor. Este un departament de peste mări al Franței (département d'outre-mer sau prescurtat DOM). Ca toate celelalte DOM-uri, Guadelupa este una dintre cele 26 regiuni ale Franței (région d'outre-mer) fiind parte integrală a Republicii Franceze și a Uniunii Europene.

## Istoric
Guadelupa este populată încă din secolul III î.Hr. de triburile amerindiene Arawak și ulterior de tribul Carib ce au gonit tribul Arawak până în Secolul VIII și au redenumit insula „Karukera” sau „Insula apelor frumoase”.
Insula a fost descoperită de către europeni în cea de a doua expediție a lui Cristofor Columb la data de 14 noiembrie 1493. Acesta a botezat-o Santa María de Guadalupe de Extremadura, după Fecioara Maria venerată la o mănăstire regală spaniolă din Guadelupa în regiunea Extremadura.
După colonizarea insulei St. Cristophe (actualmente St. Kitts din Sfântul Kitts și Nevis), Compania Franceză a Insulelor Americane a decis colonizarea unei alte insule. Guadelupa a fost aleasă în detrimentul Martinicăi. Insula a intrat în posesia Franței în 1653 și a fost anexată de Franța în 1674. În secolul următor insula a fost ocupată de mai multe ori de trupele britanice dar în 1763 Franța, învinsă în urma unui război, a abandonat pretențiile teritoriale asupra Canadei în schimbul recunoașterii suveranității franceze asupra Guadelupei.
În perioada de haos care a urmat Revoluției Franceze, trupele britanice au ocupat insula în 1794 între 21 aprilie și 2 iunie. Francezii au recucerit insula și, conform principiilor revoluționare, au abolit sclavagismul. A urmat o revoltă a sclavilor care au atacat foștii proprietari de sclavi și deținătorii plantațiilor de trestie de zahăr. Din cauza amenințării diverselor interese financiare, Napoleon a trimis o expediție militară care a înăbușit revolta și a reinstaurat sclavagismul, peste 10.000 oameni murind în urma acestei acțiuni.
În 4 februarie 1810 britanicii au ocupat iar insula, în data de 3 martie 1813 au cedat-o Suediei ca o consecință a Războaielor Napoleoniene. În 1814 insula a revenit sub suzeranitate franceză, lucru consfințit de Tratatul de la Viena din 1815. Finalmente sclavagismul a fost abolit definitiv în insulă în anul 1848 la inițiativa lui Victor Schoelcher. La începutul secolului XX datorită reducerii profiturilor obținute din cultivarea trestiei de zahăr, Guadelupa a început să se orienteze spre alte domenii, în 1923 aceasta exportând primele banane.
Între 1940 și 1943 insula a fost sub controlul Guvernului de la Vichy care a instaurat un regim de muncă forțată. În 1946 aceasta a devenit un departament de peste mări în care au fost incorporate ulterior și alte insule.

## Administrația
Guadelupa este în același timp o regiune și un departament de peste mări francez. Prefectura este situată la Basse-Terre și împreună cu Martinica, situată 150 km mai la sud, și cu Guiana Franceză, situată în nordul Americii de Sud, formează departamentele franceze din America (franceză départements français d'Amérique, prescurtat DFA). Guadelupa este divizată în 3 arondismente, 43 cantoane și 34 de comune.
Guadelupa este parte a Uniunii Europene cu statutul de regiune ultraperiferică, ceea ce îi permite să beneficieze de măsuri specifice, adică adaptări ale dreptului comunitar la caracteristicile și constrângerile particulare ale regiunii. Astfel, Guadelupa folosește moneda Euro dar nu face parte din Acordurile Schengen. Locuitorii votează în alegerile europene într-o circumscripție electorală specială a departamentelor franceze de peste mări care, la ultimele alegeri europene, a desemnat 3 parlamentari.
În 2003 a fost propusă o reformă administrativă, prin care instituțiile regiunii urmau să fuzioneze cu cele ale departamentului. Propunerea a fost refuzată prin referendum, în cele 2 arondismente ale arhipelagului Guadelupa, dar a fost acceptată în arondismentul din nord, al insulelor Saint Barthélemy și Saint Martin. Astfel, acestea vor fi reorganizate sub forma unei colectivități de peste mări separate de Guadelupa, dar aflată tot în cadrul Uniunii Europene (spre deosebire de celelalte colectivități de peste mări). Reforma se așteaptă să aibă loc în cursul anului 2007, fiind acceptată de către Parlamentul Franței la sfârșitul anului 2006.

## Geografie

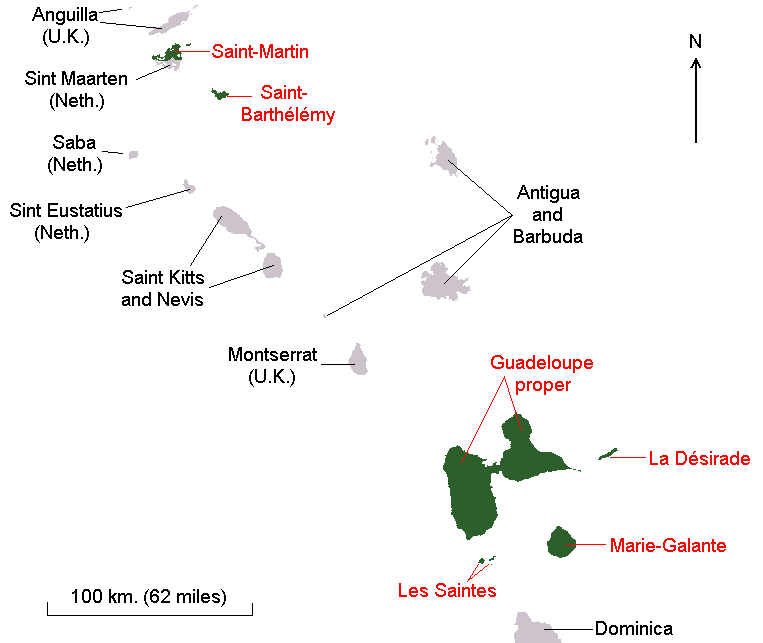
Insulele din componența Guadelupei

Guadelupa este situată în Caraibe în insulele Antilele Mici, la 600 km nord de coastele Americii de Sud și la 600 km la est de insula Hispaniola, cam la aceeași longitudine cu Labrador și Insulele Falkland și la aceeași latitudine cu Tailanda sau Honduras.
Arhipelagul Guadelupa conține următoarele insule: două insule principale, Basse-Terre și Grande-Terre, separate printr-un canal îngust numit Râul Sărat (franceză la Rivière Salé, și câteva insule mai mici adiacente: Insula La Désirade, Insula Marie-Galante și Insulele Les Saintes, un arhipelag format din 9 insule din care două sunt locuite. Basse-Terre se întinde pe o suprafață de 848 km² și are un relief abrupt vulcanic, punctul culminant, de asemenea cel mai înalt din Guadelupa, vulcanul Soufrière aflat încă în activitate, are o înălțime de 1467 m. Grande-Terre se întinde pe o suprafață de 588 km² și are un relief format din dealuri și câmpii plate iar substratul este calcaros.
Înspre nord, insulele Saint Barthélemy și partea franceză din insula Saint Martin sunt tot sub jurisdicția Guadelupei, dar în 7 decembrie 2003, ambele au votat să devină colectivități de peste mări (collectivité d'outre-mer), lucru care se așteaptă să se întâmple în cadrul anului 2007. Acestea sunt separate de Guadelupa de insulele Sfântul Kitts și Nevis, Montserrat și Antigua și Barbuda

## Economia
Situația economică a Guadelupei este puternic deficitară, aceasta înregistrând rate ale șomajului de peste 20% și un deficit la export de peste 5%. Ramurile tradiționale ale agriculturii: cultivarea trestiei de zahăr, a bananelor, a altor vegetale și mai recent a florilor subzistă doar datorită subvențiilor de la Uniunea Europeană și a politicii protecționiste franceze. Majoritatea suprafețelor agricole (aproximativ 50.000 ha) este consacrată culturilor pentru export, din care principalele produse sunt bananele (cu peste 50% din exporturi), trestia de zahăr și pepeni. Activitatea agricolă este în declin datorită puternicei concurențe din partea țărilor din America Latină și Africa unde mâna de lucru este mult mai ieftină - trebuie menționat faptul că Guadelupa trebuie să respecte nivelul de salariu minim al Franței de minim 440€.
Sectorul industrial este slab dezvoltat, principalele activități fiind prelucrarea produselor agricole (fabrici de băuturi alcoolice, de rom în special, fabrici de zahăr, etc.) sau prelucrarea produselor de import. De asemenea, există și industria cimentului pentru materiale de construcții.
Sectorul terțiar ocupă 65% din populația activă și este reprezentat de sectorul public (administrație, învățământ, ordine publică, etc) ce grupează 25% din active și de turism, puternic încurajat de statul francez. Litoralul de sud al insulei Grande Terre găzduiește zonele cele mai turistice, presărat de numeroase hoteluri situate în apropierea plajelor de nisip alb protejate de recifi coralieni. Totuși, datorită costului redus al altor destinații caraibiene și al scăderii traficului aerian după 11 septembrie 2001 și al unei serii de accidente din vara lui 2005, sectorul are de suferit.
Ca o imagine de ansamblu, Guadelupa apare în cadrul regiunii caraibiene ca o insulă bogată, cu o rată de alfabetizare net superioară și un sistem de sănătate și securitate socială echivalent cu cel al țărilor dezvoltate. Această situație însă nu este generată local, ci este datorată în principal transferului de fonduri din Franța metropolitană. Acest lucru pe lângă faptul că permite menținerea sistemului social avantajos și al infrastructurii excepționale, are dezavantajele sale, cum ar fi: descurajarea inițiativei private, creșterea dependenței de statul francez, lucru ce nu permite nici un grad de autonomie, o rată de șomaj puternică și o balanță comercială deficitară.

## Demografie

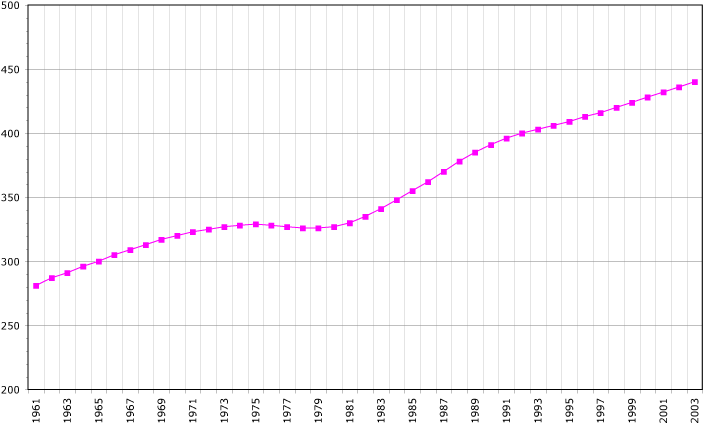
Evoluția demografică a Guadelupei (în mii de locuitori)

Guadelupa are o populație de 453.000 locuitori conform estimărilor din anul 2006. Se înregistrează o rată de creștere a populației de peste 1% și o speranță de viață de peste 70 ani (73 ani pentru bărbați, 80 ani pentru femei). Limba oficială este franceza, local existând un dialect creol, iar analfabetismul nu depășește 10%. Religia principală este catolicismul pentru peste 90% din locuitori, alte religii fiind religii protestante, hinduiste sau aniniste africane. Mare parte din populație (peste 90%) este de origine africană, descendenți ai sclavilor. Alte grupuri importante sunt europenii, existând și importante comunități indiene, libaneze sau chineze. Datorită faptului că etnia nu face parte din datele recensămintelor franceze, nu există date exacte.

## Cultura
Cultura Guadelupei se remarcă prin reușitele literare ale unor locuitori, cel mai de seamă fiind poetul Saint-John Perse, pseudonimul utilizat de Alexis Léger, care a câștigat Premiul Nobel pentru Literatură în 1960. Comunitatea literară din Guadelupa a fost și este foarte numeroasă, cuprinzând numeroși scriitori, poeți, romancieri, eseiști și jurnaliști, între care nume ca Maryse Condé, Ernest Pépin și Simone Schwartz-Bart. De asemenea, artele plastice sunt foarte importante, în special pictura și sculptura.
Muzica și dansul sunt foarte populare, interacțiunea dintre influențele africane, franceze, indiene și levantine dând naștere unor forme noi, specifice arhipelagului, cum ar fi muzica la biguine sau gwo ka à l base sau dansurile zouk sau toumbélé. În Guadelupa au loc numeroase festivaluri internaționale, cum ar fi Festivalul de Blues Creol, Festivalul Marie-Galante etc.
Vestimentația tradițională feminină este unică, formată din numeroase straturi de materiale colorate, un rol important avându-l bijuteriile, în special din aur, din Guadelupa fiind originari și câțiva croitori celebri. Bucătăria din Guadelupa este din ce în ce mai apreciată, inclusiv peste hotare și în restaurantele șic din Paris.
Un eveniment important, ce are loc odată la 4 ani, în luna noiembrie, este cursa transatlantică în solitar La Route du Rhum între Saint-Malo în Bretania și Pointe-à-Pitre, aceasta fiind considerată ca una dintre cele mai dure competiții de navigație solitară.

## Galerie

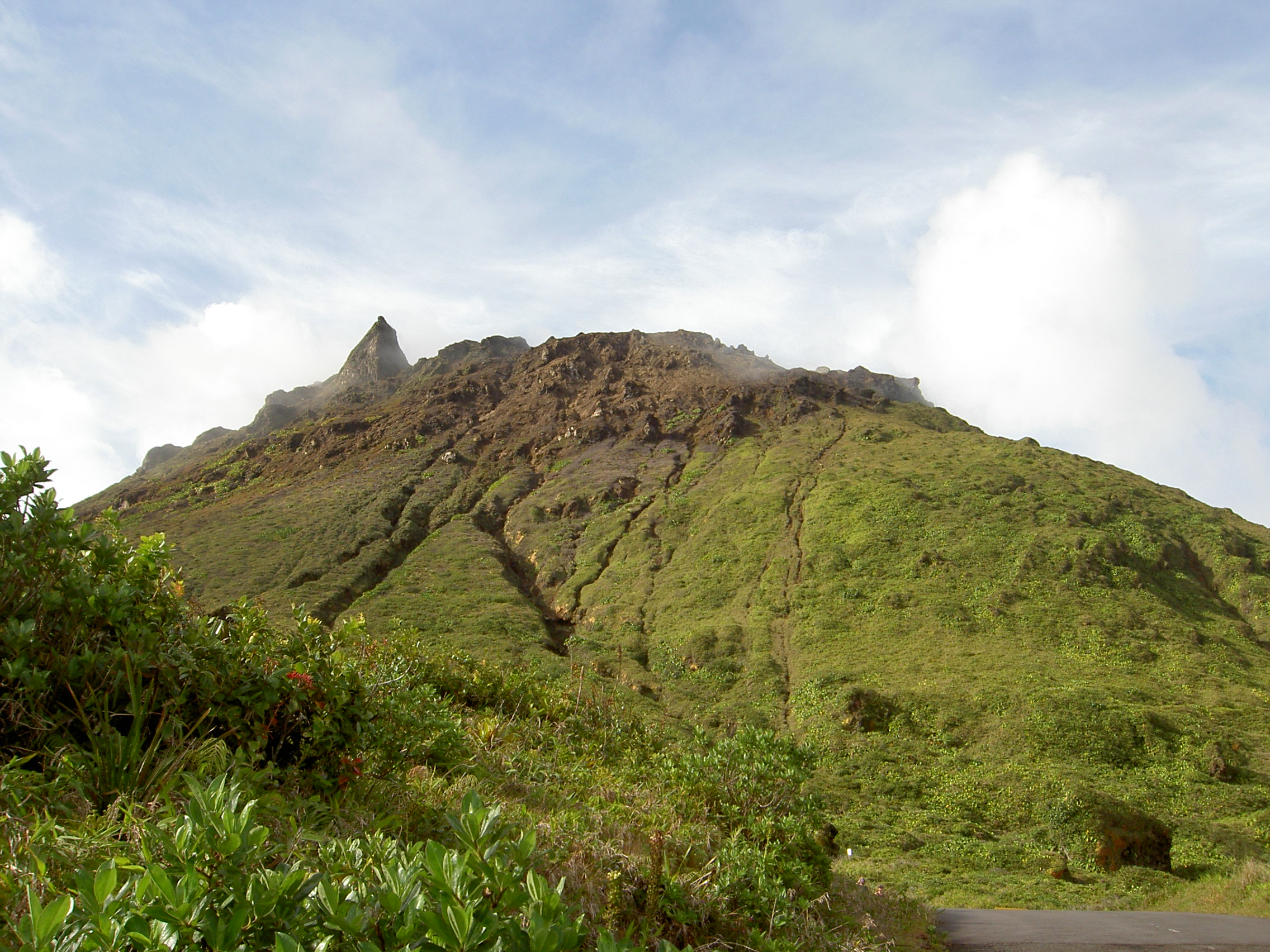
Vârful Soufrière 1467m
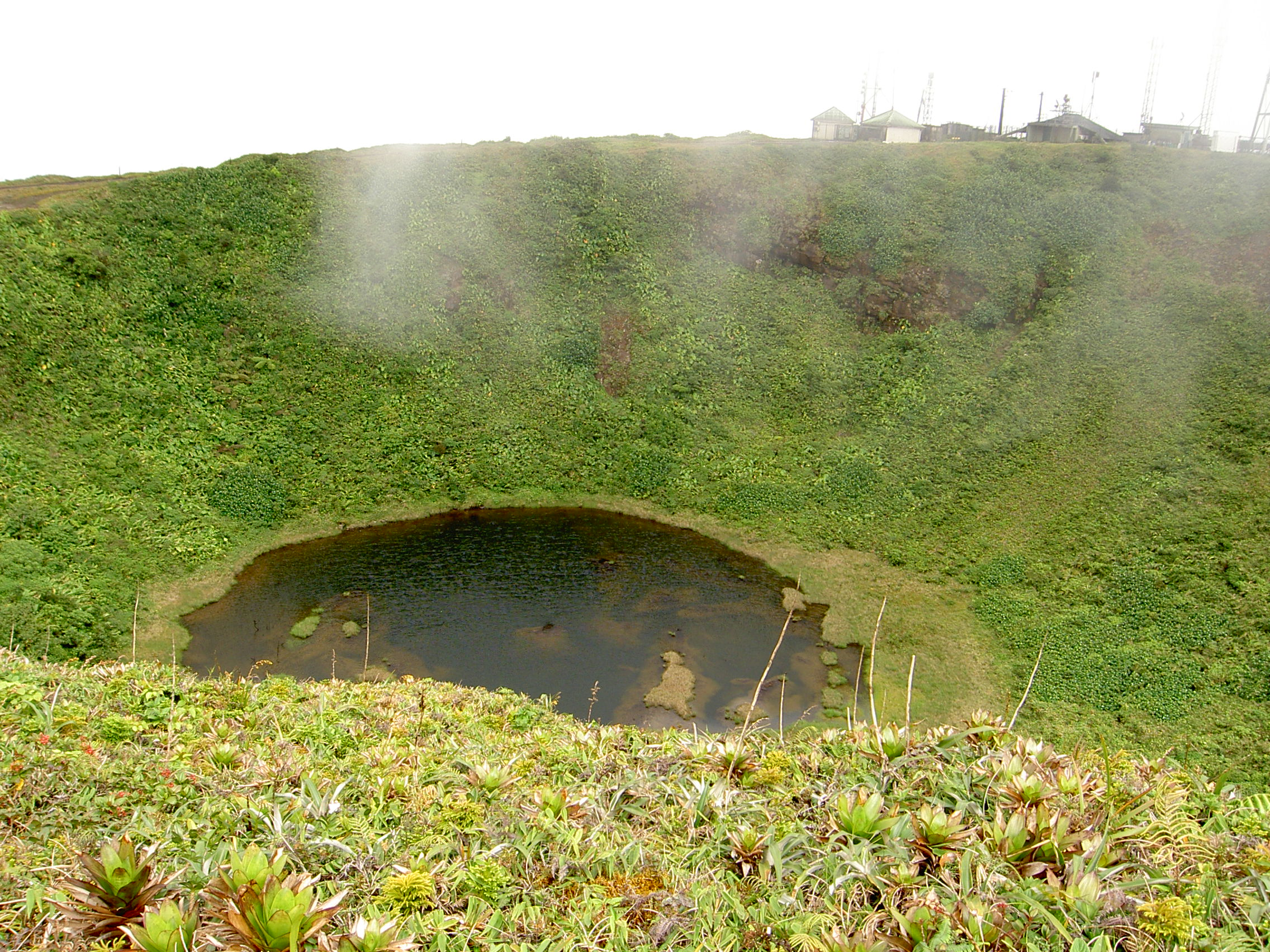
Lacul Flamarion - masivul Soufrière
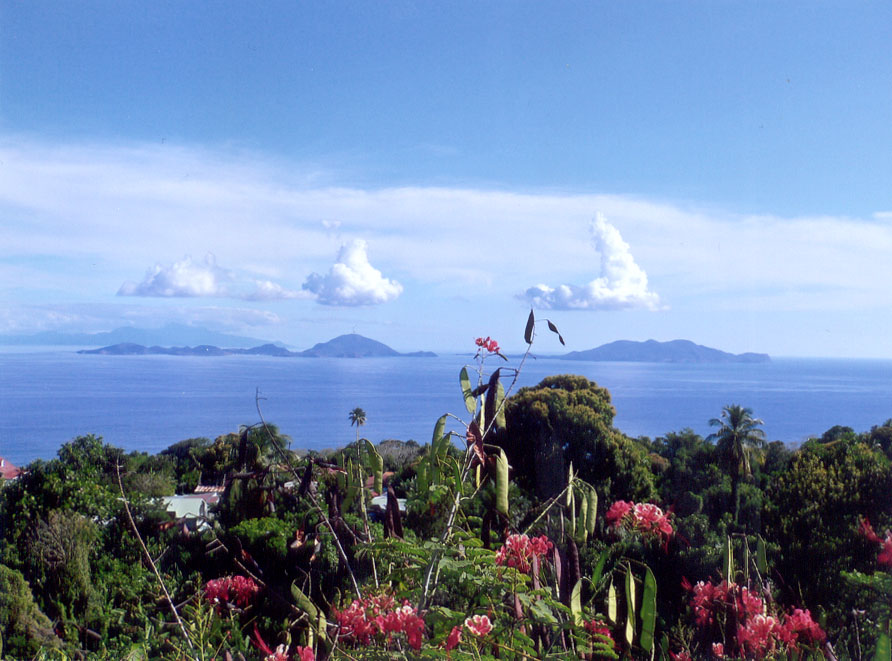
Insulele Les Saintes văzute din Guadelupa
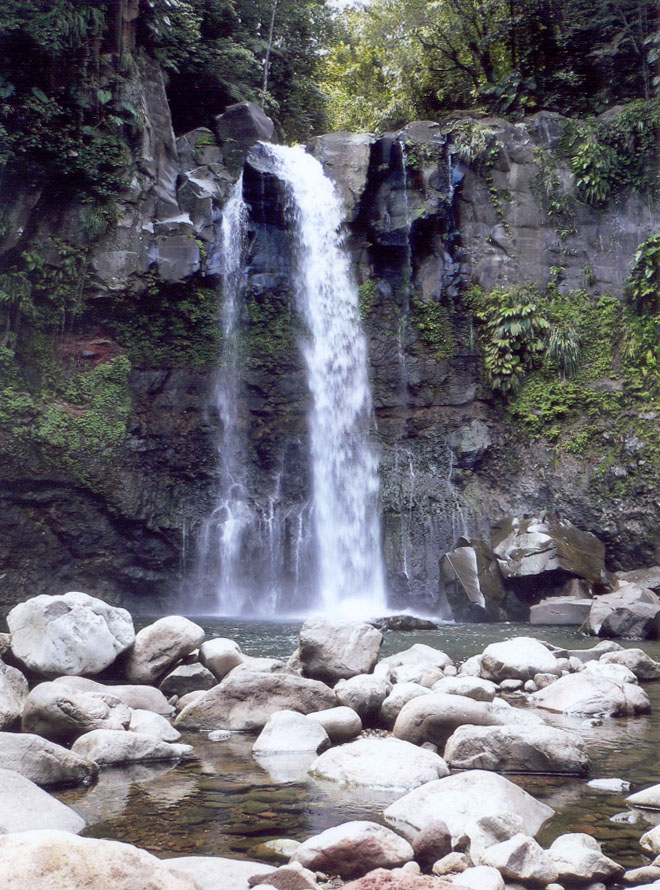
A treia cascadă a râului Carbet